# Wanneperveen

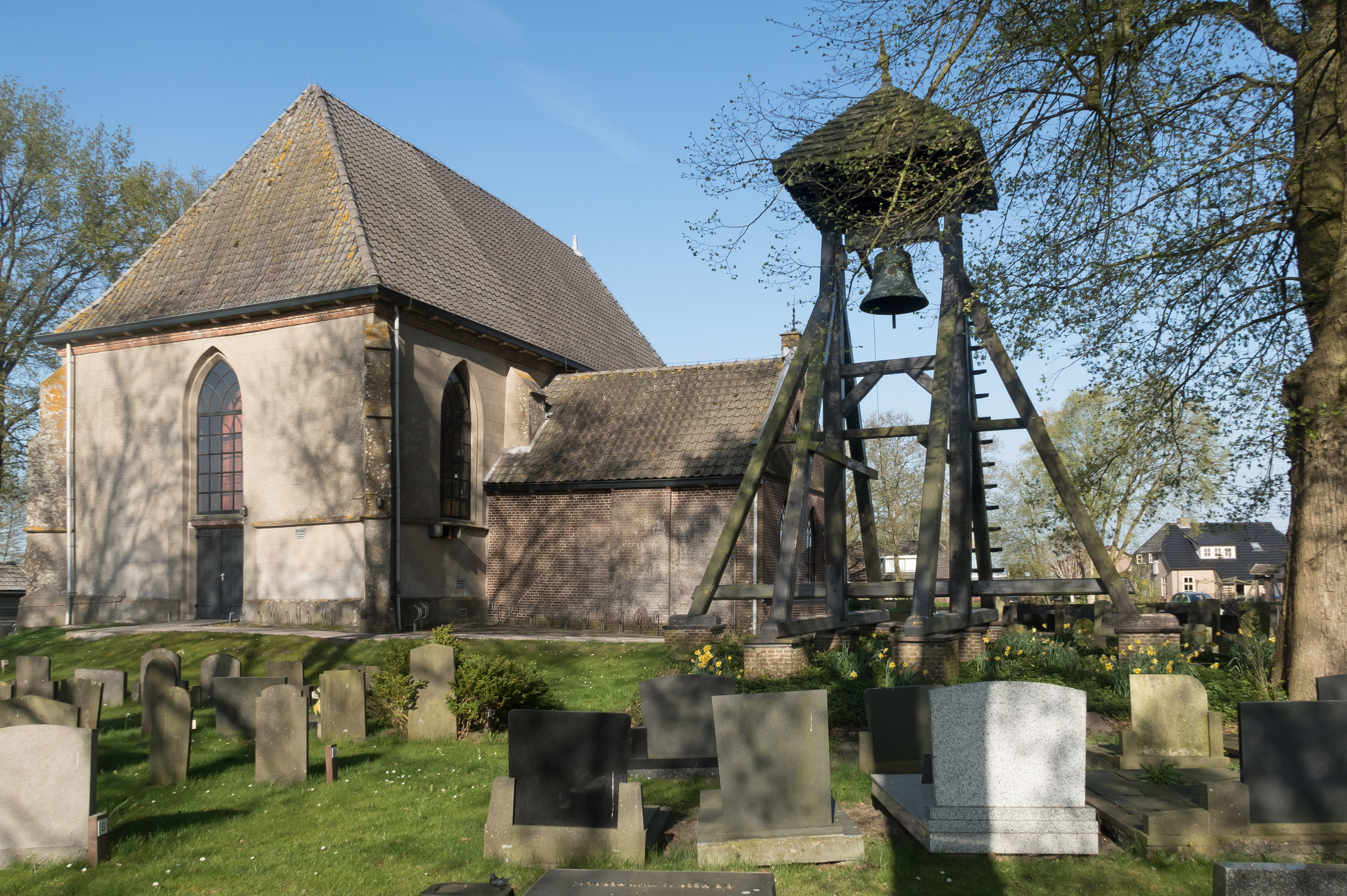
Wanneperveen, de Nederlands Hervormde kerk met klokkenstoel en consistorie

Wanneperveen (Nedersaksisch: Wannepervene) is een dorp in het noordwesten van de in de Nederlandse provincie Overijssel, dat ongeveer 7 kilometer ten westen van Meppel ligt en onderdeel is van de gemeente Steenwijkerland.

## Geschiedenis
De naam Wanneperveen wordt in 1284 voor het eerst genoemd in officiële papieren. Het dorp vierde dan ook in 1984 zijn 700-jarig bestaan. De naam Wanneperveen verwijst naar enerzijds het veen, anderzijds naar een klein riviertje dat vroeger ter plaatse van het dorp liep: wan betekent weinig en epe of apa betekent water.
Wanneperveen is een typisch voorbeeld van een lintdorp. Dat komt doordat het vroeger gelegen was op een hoogveengebied, dat op systematische wijze is ontgonnen vanuit het Meppelerdiep. Het dorp lag oorspronkelijk verder naar het westen, maar omdat het land door de ontginning te nat werd, verschoof het dorp na de 15e eeuw naar het oosten. Er werd toen ook een nieuwe kerk gebouwd. Door de turfontginning en de turfverkoop aan Holland was Wanneperveen in de 16e en 17e eeuw relatief welvarend. Op een gegeven moment was verdere turfontginning niet mogelijk, en de bevolking is toen gaan leven van agrarische activiteiten en eendenvangst, wat leidde tot armoede in de 18e eeuw.
Eind 18e eeuw was er een punterwerf in Wanneperveen. Deze werf van de familie Huisman lag bij de Kettingbrug bij het Westeinde van het dorp. Deze brug lag over de doorvaart van de Belterwijde naar de Zuideindigerwijde, de belangrijkste doorvaart naar Giethoorn. Nadat de werf in de 19e eeuw een tijdje in Belt-Schutsloot gevestigd is geweest, keerden de gebroeders Jan en Bartold in het laatste kwart van de 19e eeuw terug naar de Kettingbrug. De werf werd vervolgens voortgezet door Jans zoon Peter. De werf, die gecombineerd werd met een boerderij, bouwde verschillende soorten vaartuigen, bijvoorbeeld Gieterse boties en punters. Hij bouwde veel voor vissers, uit de regio die op de Zuiderzee visten. Deze zeepunters waren zeewaardiger dan de Gieterse variant onder meer door hogere boeisels. De werf stopte in 1945.
Wanneperveen was tot 1973 een zelfstandige gemeente. Wanneperveen ging toen samen met Giethoorn, Blokzijl en Vollenhove deel uitmaken van de gemeente Brederwiede. Per 1 januari 2001 is Brederwiede samen met voormalige gemeenten Steenwijk en IJsselham opgegaan in de nieuwe gemeente Steenwijkerland.

## Kerk
De protestantse kerk in Wanneperveen is sinds 1502 in gebruik. De uit ongeveer 1400 daterende voorganger lag op een plek die nu in de Belterwijde ligt. Het orgel van de huidige kerk is gebouwd door Jan Proper uit Kampen in 1911. In 1971 is het door orgelbouwer Koch verbouwd.

## Recreatie & sport
De recreatiesector is van groot belang van Wanneperveen. Deze bestaat uit onder meer campings, bungalowparken en jachthavens. Het zwaartepunt van deze activiteiten bevindt in de oeverzone van de Belter tussen het Westeinde en de Blauwe Hand in.
Wanneperveen heeft een voetbalvereniging VV Oranje Zwart, een Luchtschuttersvereniging (LSV Wanneperveen), een volleybalvereniging W.K.O., een visvereniging V.V. de Koelbox, een ruitervereniging " de Veenruiters", een waterskivereniging "de stille Belter", een zeilvereniging " Belterwiede", een IJsclub " Belterwiede  en een jeugdclub de Venekeien. 
Op donderdag 23 december 2010 werd het NK marathon op natuurijs georganiseerd door de IJsclub. De wedstrijd werd in Wanneperveen verreden op de Belterwiede. Bij de heren won Bob de Vries en bij de dames won Foske Tamar van der Wal.

## Bekende Wanneperveners
- Albertus van Raalte (1811-1876), predikant en emigrant (stichter van het stadje Holland (Michigan) in de Verenigde Staten)
- Angelique Hoorn (1975), springruiter
- Els Murris (1981), langebaanschaatsster
- Ineke Dedden (1994), langebaan- en marathonschaatsster